# Danehof
|  | Danehof (rigsforsamling). For middelaldermarkedet se Danehof (Nyborg) |
Danehof var en rigsforsamling af "rigets bedste mænd", en art middelalderens parlament, som spillede en vis rolle mellem 1250 og 1413. Danehoffet rådgav kongen, beskæftigede sig med lovarbejde og var rigets højeste domstol.
Forudsætningen for danehoffet var som håndfæstningerne de danske stormænds voksende magt omkring 1250. De ønskede indskrænkelser af den kongelige magt, heruder særligt på lovgivning og beskatning. At kongehuset stod politisk svagt i denne periode har antagelig fremskyndet danehoffets udvikling. I 1282 havde Erik 5. Klippings lagt sig ud med adelen i en sådan grad, at han var tvunget til at acceptere en håndfæstning, der garanterede de gamle skikke og sæder, ifølge hvilke adelen havde bestemte privilegier, samt årligt at afholde "det parlament, der kaldes hof".
Der kendes overraskende lidt til detaljerne ved danehoffets etablering og form, men man ved dog, at det sattes et centralt sted i riget, ofte Nyborg Slot på Fyn, men vi kender hverken til valg eller procedure. Medlemmerne var alene adel, gejstlige og andre stormænd. Kongen var pligtig at rådføre sig med danehoffet, før han traf større beslutninger, især af økonomisk karakter. I adskillige tilfælde forbigik kongerne dog danehoffet ved simpelthen at undlade at indkalde det. Da danehoffet blev formaliseret i Erik Klippings håndfæstning fra 1282, blev der opstillet fastere regler, men i praksis blev danehoffet kun kaldt sammen ved særlige lejligheder.
De kaotiske omstændigheder i Danmark i det 14. århundrede svækkede danehoffets autoritet. Det blev gradvist afløst ikke alene af den kongelige magt, men også af rigsrådet, et særligt statsråd af kongens personlige rådgivere, som undertiden øvede en betydelig indflydelse på kongen. Fra omkring 1320 blev det især rigsrådet, som sammen med kongen regerede landet og varetog rigets anliggender.